# Höhere Technische Bundeslehr- und Versuchsanstalt Dornbirn

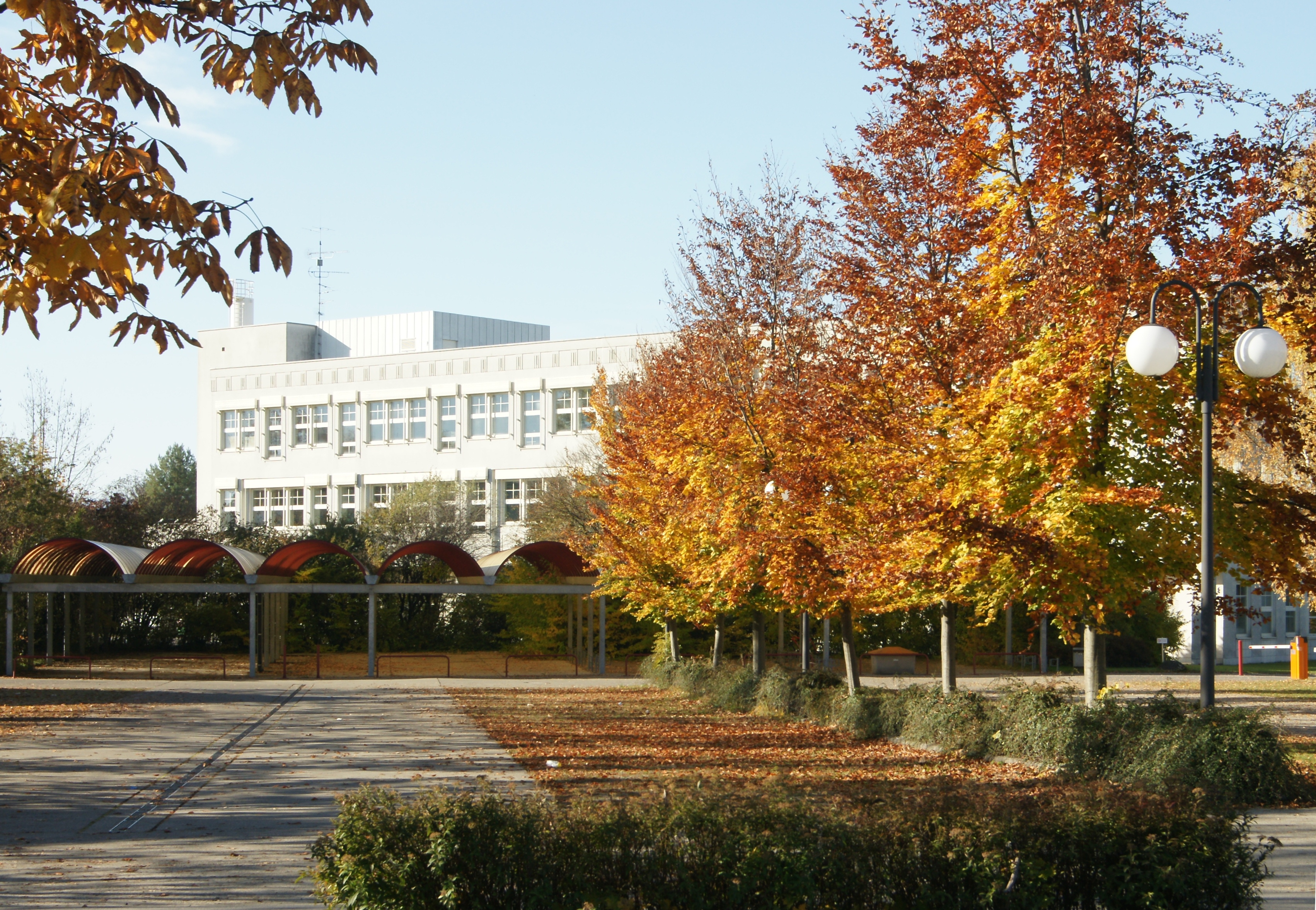
Fahrradabstellplätze der HTL Dornbirn

Die Höhere Technische Bundeslehr- und Versuchsanstalt Dornbirn (kurz: HTBLuVA Dornbirn oder HTL Dornbirn) ist eine berufsbildende mittlere und höhere Schule in Vorarlberg. 1.044 Schüler besuchen im Schuljahr 2024/25 die Fachschulen bzw. Höheren Abteilungen der HTL Dornbirn und werden hier von insgesamt 150 Lehrern unterrichtet.

## Geschichte der HTL Dornbirn

### Anfänge 1885 bis 1920
Die Höhere Technische Lehr- und Versuchsanstalt Dornbirn geht auf die, durch einen Ministererlass vom 26. August 1889 bewilligte, k.u.k. Fachschule für Großmaschinenstickerei zurück und wurde am 1. Dezember 1891 eröffnet. Die Schule war in zwei Klassen gegliedert:
- Stickerei-Fachkurs
- Nachsticker-Kurs

In den ersten Jahren führte die Textilschule fünf Kurse pro Abteilung durch, jeder Kurs dauerte zwei Monate. Ab 1910 kamen weitere Abteilungen hinzu und somit mussten Stickerei-Fachkurse und Kurse für Nachsticken an verschiedenen Orten in Vorarlberg durchgeführt werden.

### Expansion 1920 bis 1955
Im Jahr 1927 wurde die Leitung der Bundeslehranstalt für Stickerei an Franz Gebhard Winsauer übertragen, welcher noch im selben Schuljahr 1927/1928 mit der Reform der Schule begann.
Textilschule wird als Name für die Schule gebräuchlich. Unter ihm wurden folgende Kurse durchgeführt:
- Handmaschinensticken
- Nach- und Lorrainesticken (intern und als Wanderkurs)
- Schiffchenstickerei
- Textiles Kunstgewerbe

Weitere Meilensteine
- 1930 wurde eine Prüfanstalt für die mechanische Prüfung von Garnen per Erlass des Bundesministeriums an die Schule angeschlossen.
- 1937 wurden die Erzeugnisse der Stickereifachschule auf der Weltausstellung in Paris mit einer Goldmedaille ausgezeichnet.
- 1943 wurde eine einjährige Nähklasse gegründet. Das war die erste Schulform an der Schule, die nicht auf dem Gebiet der Stickerei lag.

Nach dem Zweiten Weltkrieg folgte ab 1946 der weitere Ausbau der Lehranstalt, die nun den Namen Bundes-Textilschule führte:
- Es wurde eine einsemestrige Klasse für Textiltechnik (Weberei/Spinnerei) eingeführt.
- 1948 wurde eine einjährige Meisterklasse für Damenkleidermacher eingeführt.
- 1949 wurde eine Textilkaufmännische Klasse eingeführt.
- Eine einsemestrige Wirkerei/Strickerei-Klasse wurde 1954 gegründet.

Seit 1953 gab es Pläne für eine neue, repräsentative Textilschule.

### 1955 bis 1975
Im Mai 1955 wurde vom Bundesministerium die Genehmigung zum Neubau der Textilschule in der Achstraße in Dornbirn erteilt. Die Grundsteinlegung für das neue Gebäude fand am 28. Juli 1955 statt und die Firstfeier konnte ein knappes Jahr später – 1956 – begangen werden. Bereits 1958 wurde in der Achstraße 1 unterrichtet. Die kommenden Jahren ließen die Schule wachsen und neue Unterrichtszweige wurden eingerichtet: die 3-jährigen Fachklassen für Weberei-Spinnerei und Wirkerei-Strickerei, Großmaschinenstickerei, Damen- und Herrenkonfektion, Textilkaufmännische Klasse (1-jährig), Werkmeisterlehrgang für Textilchemie und die Fachschule für Textilchemie.
Im Schuljahr 1971/72 wurde erstmals die Höhere Abteilung für Textilwirtschaft geführt; diese wurde später in „Höhere Lehranstalt für Textilbetriebstechnik“ umbenannt. Diese Abteilung (Aufbaulehrgang) bot nun Fachschulabsolventen die Möglichkeit die Matura zu machen und – nach facheinschlägiger beruflicher Praxis – den Ingenieurtitel zu führen.
1973 fand die erste Reifeprüfung an der Schule statt.
Der Neubau wurde bereits wieder zu klein für die Höhere Bundeslehr- und Versuchsanstalt für Textilindustrie und es gab Pläne für einen Erweiterungs- bzw. Neubau.

### 1975 bis 1995
Nach langwierigen Verhandlungen wegen steigender Schülerzahlen und vielfältiger Aufgaben der Schule (1982 wurde beispielsweise eine Expositur der Universität Innsbruck, das Institut für Textilchemie und Textilphysik, in den Räumlichkeiten der Schule untergebracht.) wurde der Neubau der Schule genehmigt. 1985 begannen die Pilotierungsarbeiten in der Höchsterstraße in Dornbirn.
Im selben Jahr wurde ein einjähriger Speziallehrgang für Mode und Entwurf eingeführt.
Am 24. September 1986 kam es zur feierlichen Grundsteinlegung für den Neubau der Höheren Bundeslehr- und Versuchsanstalt für Textilindustrie. Im selben Schulgebäude sollten auch die Bundesfachschule für wirtschaftliche Frauenberufe und das Universitätsforschungsinstitut untergebracht werden.
Die Gleichenfeier war am 10. September 1987, knapp ein Jahr nach Beginn der Bauarbeiten.
1988 erfolgte der Umzug von der Achstraße in die Höchsterstraße. Das Schulgebäude war damals das größte Bauprojekt in Dornbirn. Es wurde von den Architekten Karl Leber und Heinrich Matha (Wien) geplant. Werner Würtinger und Angelika Kaufmann schufen die Kunstwerke (Plastik auf dem Hauptplatz vor der Schule und Wandgestaltung im Eingangsbereich) im Rahmen von „Kunst am Bau“. Werner Würtingers Arbeit versinnbildlicht die verschiedenen Ausbildungsangebote an der Schule. Angelika Kaufmann dokumentierte die Bautätigkeit derjenigen Menschen (etwa 150), die täglich für den Neubau im Einsatz waren.
Nach 33-monatiger Bauzeit wurde die Schule am 1. März 1989 an den Direktor, Patrik N. Maier, übergeben.
Am 3. Juli 1989 fand die feierliche Eröffnung der Höheren Bundeslehr- und Versuchsanstalt für Textilindustrie statt.
Investition: 358 Millionen Schilling (zirka 26 Mio. Euro), Gesamtgrundfläche: 28.254 m², überbaute Fläche: 9650 m², Bauvolumen: 105.676 m³, Rammpfähle: 948.
Maßgeblich für die Planungs- und vor allem Umsiedlungsarbeiten verantwortlich waren neben den Direktoren Lantschner und Maier: Hartwig Kos, Fritz Deutscher, Thomas Bechtold, Ilse Laufer, Erwin Mennel, Kurt Egle, Josef Fäßlacher, Hechenberger Franz Josef, Heregger Konrad, Helmut Kaufmann, Heinz Perle, Wilfried Pfanner, Alois Rohner, Rümmele Wolfgang, Fritz Schabus, Yen Andrew, Alfred Gerdenitsch, Josef Kräutler, allen voran: Erwin Tschallener und Otto Blum.
Die Errichtung der Fachschule für wirtschaftliche Berufe wurde verschoben. In den dafür geplanten Räumen nahm im Herbst 1989 das Technikum Vorarlberg (die spätere Fachhochschule Vorarlberg) den Schulbetrieb auf. Im selben Jahr wurde die Umsiedlung der Werkstätten abgeschlossen und alle Unterrichtseinheiten konnten im Neubau abgehalten werden. Die fehlenden räumlichen Mittel wie Turnsäle und Werkstätten waren nun gegeben und es wurde darauf im Jahr 1989 eine 5-jährige „Höhere Lehranstalt für Textilchemie“ eröffnet.

### 1995 bis 2010
1996/97 entstand aus einer weiteren Umstrukturierung der Schule die „Höhere Lehranstalt für Wirtschaftsingenieurwesen“ mit den Ausbildungsschwerpunkten Betriebsinformatik, Textilmanagement, Textiltechnik und Bekleidungstechnik.
Ab 2001 wurde die Schule mit einer modernen Netzwerkstruktur ausgestattet und im Schuljahr 2002 startete der Schulversuch „Laptop-Klassen“ erstmals.
Die Strukturierung der Ausbildungsschwerpunkte wurde ab 2003 neuerlich verändert, um den Anforderung der Gesellschaft an eine innovative Ausbildung (EU-Beschlüsse von Feira) zu entsprechen. Es wurde eine Fachschule für Datenverarbeitung (mit Betriebspraktikum) eingeführt. Diese dauert im Gegensatz zur Höheren Lehranstalt (5 Jahre) nur 3½ Jahre. Nach 3 Jahren Ausbildung in der Schule muss ein zwölfwöchiges Betriebspraktikum mit anschließender Abschlussprüfung absolviert werden.
Seit September 2007 wird auch der Ausbildungsschwerpunkt Logistik angeboten und seit dem Schuljahr 2008/09 der Ausbildungsschwerpunkt Betriebsmanagement. Außerdem erfolgen im Moment Lehrplanreformen, die die textiltechnischen Fachschulen umstrukturieren.

### 2010 bis heute
Im Rahmen einer österreichweiten Arbeitsgruppe wurden die Lehrpläne für die Ausbildungszweige Wirtschaftsingenieurwesen Betriebsinformatik, Logistik und Maschinenbau (vorher Betriebsmanagement) ausgearbeitet. Diese Lehrpläne werden ab dem Schuljahr 2012/13 für alle 1. Klassen im Wirtschaftsingenieurwesen eingeführt. Im Herbst 2017 wurde der neue Lehrgang „Produktmanagement & FutureTecs“ eröffnet. Dieser Lehrgang versteht sich als Weiterentwicklung der textilen Inhalte und beschäftigt sich neben neuen Technologien wie 3D-Druck mit neuen innovativen Werkstoffen (Karbon und Verbundstoffe) und im Besonderen mit dem Bereich „smart textiles“.
Die Schwerpunkte in der Ausbildung finden sich neben einem fundierten technischen Basiswissen in den Bereichen Digitalisierung, Persönlichkeitsbildung und Entrepreneurship. Es werden vermehrt Klassen als Laptop-Klassen geführt, ein offenes, selbstverantwortliches Lernkonzept (COOL) wird umgesetzt und vermehrte wirtschaftliche Inhalte werden angeboten (Junior Company).

## Architektur

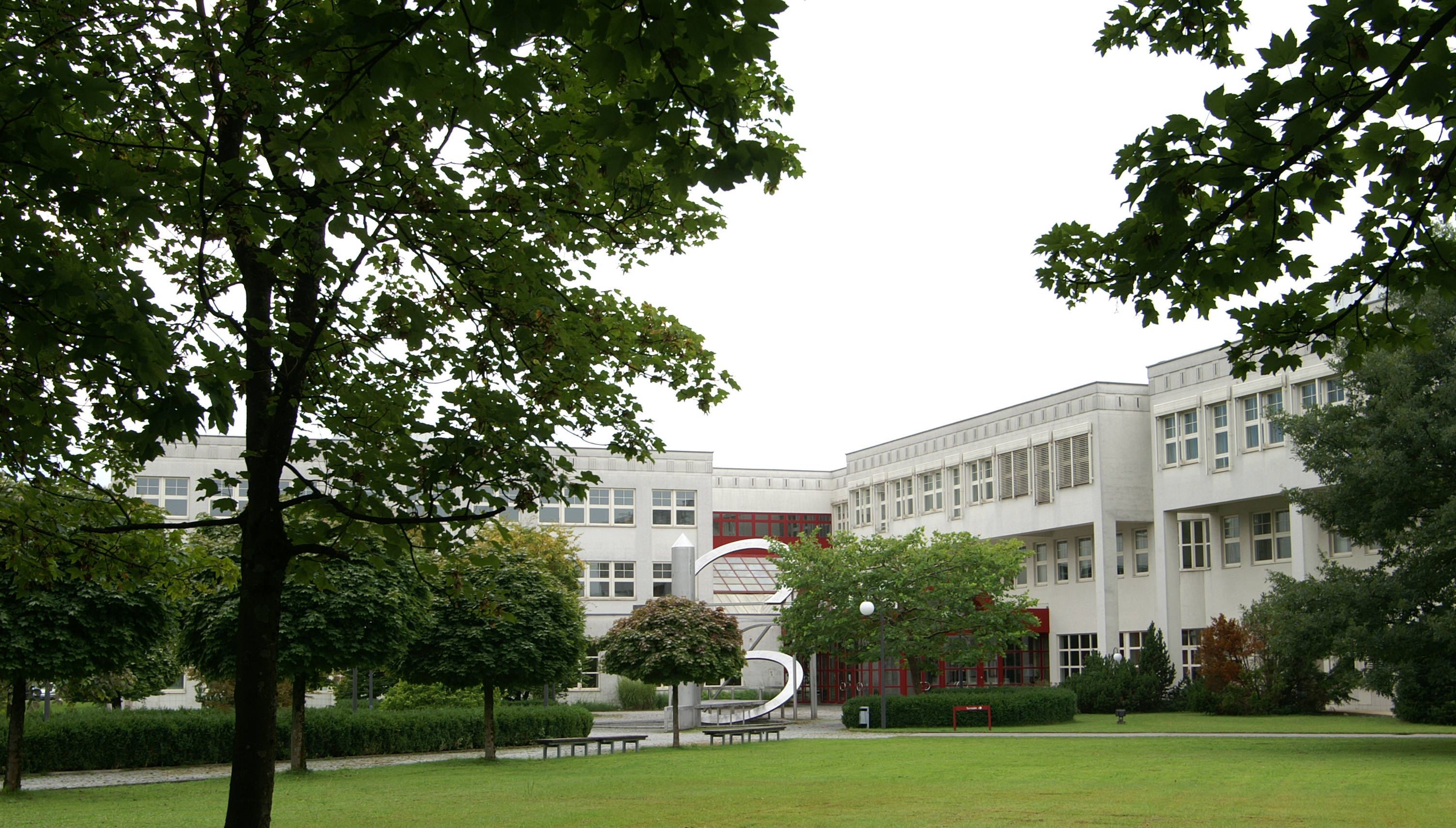
Das Eingangsportal der HTL Dornbirn

Die Skulptur auf dem Vorplatz der HTL Dornbirn stammt von Werner Würtinger. Der 1941 in Hallein geborene Künstler studierte von 1959 bis 1964 an der Akademie der bildenden Künste in Wien in der Meisterschule für Bildhauerei von Fritz Wotruba. 1974 wurde Würtinger Lehrbeauftragter, 1985 Assistent, 2001 a.o. Universitätsprofessor an obgenannter Bildhauerschule. Von 1995 bis 1999 war er Präsident der Wiener Secession. Seit Dezember 2003 ist Werner Würtinger ausschließlich als freischaffender Künstler tätig. Zuletzt waren seine Arbeiten in der Secession (2002) und im Kölnischen Kunstverein (2003) zu sehen.

## Veranstaltungen

### Tag der offenen Tür
Jährlich findet an der HTL Dornbirn der Tag der offenen Tür statt und lädt Interessierte zur Besichtigung der Schule ein. Neben aktuellen Schülerprojekten, ist vor allem die Modenschau sehr bekannt, bei der jedes Jahr neue Kleider und Tänze der Textil Abteilung vorgestellt werden.

### LinuxDay
Der LinuxDay (auch Linuxtag) ist eine große Veranstaltung rund um Vorarlberg über das Betriebssystem Linux. An dieser eintägigen Veranstaltung berichten Referenten über aktuelle Themen aus der Open-Source- und Linux-Welt.

### Education Partnership Forum
In Zusammenarbeit mit Microsoft Österreich GmbH veranstaltet die HTL Dornbirn jedes Jahr ein Education Partnership Forum. An diesem Tag werden jedes Jahr neue Referenten eingeladen, die die Kommunikation zwischen der Schule und der Wirtschaft fördern sollen. Der Tag soll auch tiefere Einblicke in die neuesten Software-Entwicklungen des Herstellers Microsoft geben.

## Personen
Zahlreiche Persönlichkeiten von regionaler und internationaler Bekanntheit besuchten die HTL Dornbirn, einige davon sind:
- Harald Gfader, Künstler
- Sabine Morgenstern, Künstlerin
- Rita Meusburger, Designerin
- Matthias Moosbrugger, Leiter Marketing und Kommunikation der Rhomberg Gruppe
- Karl Stoss, Generaldirektor der Casinos Austria AG und Lehrbeauftragter an diversen Universitäten im In- und Ausland (Management)

## Direktoren
| Direktor               | Beginn | Ende    | Bemerkung               |
| ---------------------- | ------ | ------- | ----------------------- |
| Fidel Erni             | 1891   | 1900    |                         |
| Johann Allensbach      | 1900   | 1910    |                         |
| Emil Bickel            | 1910   | 1912    |                         |
| Johann Bossart         | 1912   | 1922    |                         |
| Franz Gebhard Winsauer | 1923   | 1957    |                         |
| Volkmar Weigelt        | 1957   | 1958    | provisorisch            |
| Hans Wiehard           | 1959   | 1963    |                         |
| Volkmar Weigelt        | 1964   | 1968    |                         |
| Rudolf Fischer         | 1968   | 1969    | provisorisch            |
| Kurt Hinterauer        | 1969   | 1982    |                         |
| Rudolf Fischer         | 1983   | 1983    | provisorisch            |
| Johannes Lantschner    | 1983   | 1987    |                         |
| Hartwig Kos            | 1987   | 1988    | interimistischer Leiter |
| Patrik N. Maier        | 1989   | 2009    |                         |
| Herbert Hug            | 2010   | 2014    |                         |
| Thomas Achammer        | 2014   | 2016    |                         |
| Michael Grünwald       | 2016   | aktuell |                         |

## Ausbildungsangebot
Die erfolgreich abgeschlossene Ausbildung berechtigt zur Aufnahme eines Studiums an einer Universität, Hochschule, Akademie oder an einem Fachhochschul-Studiengang.
Im Bereich Betriebsinformatik gilt, dass bei Aufnahme eines Studiums an einem einschlägigen FH-Studiengang die Studienzeit verkürzt wird.

### Wirtschaftsingenieurwesen

#### Betriebsinformatik
Die Schüler erlernen folgende Kompetenzen im Ausbildungsschwerpunkt Betriebsinformatik: Nach einer maschinenbaulichen und betriebswirtschaftlichen Basisausbildung spezialisieren sie sich in den Bereichen betrieblicher Informationssysteme, Netzwerktechnik, Industrieinformatik, Produktion und Logistik. Projektmanagement, Softwareengineering, Kommunikations- und Führungstechnik vervollständigen ihre Ausbildung.
Betriebsinformatiker befassen sich mit der Planung und Konfiguration produktionsnaher IT-Systeme. Sie entwickeln Software für Produktion, Logistik und Administration, betreuen Rechner- und Datennetze, sind planend und beratend bei der Einführung betrieblicher Informationssysteme tätig und managen IT – Projekte.

#### Logistik – Supply Chain Management
Die soliden technischen und betriebswirtschaftlichen Grundlagen werden durch den Schwerpunkt Produktionslogistik vertieft. Der Einsatz von Methoden und Werkzeugen zur optimalen Planung und Steuerung der Abläufe von der Beschaffung über die Produktion, die fachgerechte Entsorgung von Problemstoffen bis zur termingerechten Auslieferung zum Kunden ist ein Muss für eine reibungslose Auftragsabwicklung und damit Ausbildungsziel der facheinschlägigen Gegenstände. Ganzheitliches Denken, Faktenwissen mit Praxisbezug, Management vernetzter Prozesse unter Einbeziehung moderner Kommunikations- und Informationstechnologien sowie umweltrelevanter gesetzlicher Rahmenbedingungen sind zentrale Ausbildungskriterien. Aber auch betriebswirtschaftliche Kenntnisse wie Kostenrechnung und Controlling, Marketing und das Erlernen sozialer Kompetenz machen die Logistiker zu gefragten Mitarbeitern eines Unternehmens und prädestiniert sie für Führungsaufgaben.

#### Industrial Engineering & Management
Der Ausbildungsschwerpunkt Betriebsmanagement bietet auf Basis eines soliden maschinenbaulichen und betriebswirtschaftlichen Studiums eine Spezialisierung in etlichen Bereichen der Unternehmensorganisation vom Projektmanagement über Produktionsplanung und -steuerung, Kostenrechnung und Controlling, Qualitäts- und Umweltmanagement bis zum Marketing.

#### Produktmanagement & FutureTecs
Neben dem Schwerpunkt Produktmanagement (Design Thinking) werden in diesem Ausbildungszweig neue Werkstoffe und deren Verarbeitung behandelt. Insbesondere neue Technologien im textilen Bereich (Smart Textiles, technische Textilien) werden unterrichtet. Im Fokus stehen projektorientierter Unterricht, bei dem die Schülerinnen und Schüler schnell ins Tun kommen. Eigenverantwortliches und selbstgesteuertes Lernen findet sich im pädagogischen Konzept des Lehrganges. Durch die Laptop-Nutzung ab der zweiten Klasse werden die Schülerinnen und Schüler an die Digitalisierung herangeführt.

### Mode und Produktionstechnik
Der Ausbildungszweig vermittelt eine vertiefte Fachausbildung in den Bereichen Entwurf, Schnittkonstruktion und Produktion von Bekleidung.

### Chemieingenieurwesen

#### Chemische Betriebs- und Umwelttechnik
Während der theoretischen chemischen Grundausbildung werden simultan umfassendes kognitives Wissen und entsprechende Fertigkeiten im umwelttechnischen, analytischen und verfahrenstechnischen Bereich der Chemie vermittelt.
Selbstständiges Arbeiten in allen Bereichen wird in den oberen Jahrgängen gefordert, gefördert und unterstützt. In den allgemeinbildenden Gegenständen werden die Schüler an das österreichische Reife- und Diplomprüfungsniveau herangeführt.
Dieser Ausbildungsschwerpunkt wurde 2003 neu konzipiert und qualifiziert die künftigen Absolventen speziell als Ingenieure für umwelt- und verfahrenstechnische Fragen. Ihre Ausbildung qualifiziert sie sowohl für Tätigkeiten in der Abfallwirtschaft, der Abluftreinigung, für das Recycling verschiedener Produkte, die Entwicklung umweltschonender Prozesse und Reaktionen, die Erstellung von Ökobilanzen als auch für den Betrieb und für die Überwachung von Produktionsanlagen in der chemischen Industrie/Lebensmittelindustrie sowie für die Leitung von Analysenlaboratorien. Die Einsatzmöglichkeiten dieser Absolventen erweitern sich mit dem steigenden Umweltbewusstsein und der immer strenger werdenden Gesetzgebung in Bezug auf den Einsatz von chemischen Stoffen.

#### Textilchemie
Neben der chemischen Grundausbildung im Theorieunterricht wird ein umfassendes Praxiswissen zur Textilveredlung und -farbgebung sowie zur Textilprüfung in den fachtheoretischen und fachpraktischen Gegenständen vermittelt. Selbstständiges Arbeiten in allen Bereichen wird in den oberen Jahrgängen unterstützt, gefördert und gefordert. In den allgemeinbildenden Gegenständen werden die Schüler auf das österreichische Reife- und Diplomprüfungsniveau herangeführt.

### Fachschulen
Es gibt auch mehrere Fachschulzweige an der HTL Dornbirn, der Abschluss ist wie an jeder Fachschule, eine Technikerqualifikation.
- Informationstechnik
- Textilchemie

### Kollegs

#### IT+
Richtet sich an Personen mit bereits Abgeschlossener Reifeprüfung. In 4 Semestern werden Inhalte zur Datensystemtechnik und IT Projektmanagement.

### Versuchsanstalt für Textil & Chemie
Die Versuchsanstalt an der HTL Dornbirn ist die für Textil & Chemie und beruht in der traditionell in Vorarlberg ausgeprägten Textilindustrie.